# 田村新吉
田村 新吉（たむら しんきち、1864年1月25日（文久3年12月17日）- 1936年（昭和11年）11月9日）は、明治から昭和前期の実業家・政治家。衆議院議員、貴族院多額納税者議員。

## 経歴
摂津国大坂中之島（現大阪府大阪市北区中之島）の熊本藩屋敷で、田村多兵衛（太平）の長男として生まれる。幼くして父と死別し、廃藩置県後に母と神戸に移り、1876年（明治9年）元町の茶商・北井治右衛門に丁稚奉公した。貿易商を目指しヒュース義塾で英語を学んだ。その後、渡米してシヨトクワ文学会で理科、文科を学んだ。
1888年（明治21年）頃にカナダのビクトリアに渡りゲブル商会に入り、日本に硫黄の調査に派遣されたが、商会が破産したためカナダに戻り、1891年（明治24年）10月、バンクーバーで元領事の神定雄と神・田村商会を設立し日本雑貨販売を経営した。その後、神戸の栄町通6丁目に直輸貿易商・田村商会の本店を設け、東京、大阪、横浜、北米、カナダに支店・営業所を置いた。また、カナダで日加合同貯蓄銀行、日加信託を設立して社長に就任し、日加貿易の振興に尽くした。その他、日本精米精粉社長、東京内燃機工業社長、太平洋火災保険取締役、神戸輸出協会長、神戸日米協会長、神戸商業会議所（神戸商工会議所）会頭、大日本商工協会神戸支部長なども務めた。
1915年（大正4年）3月の第12回衆議院議員総選挙に兵庫県神戸市から大隈伯後援会（公友倶楽部）所属で出馬して当選し、衆議院議員に1期在任した。また、1925年（大正14年）兵庫県多額納税者として貴族院議員に互選され、同年9月29日に就任し、同成会に所属して1936年11月に死去するまで2期在任した。